# Farsa megariana
Se llamaba Farsa megariana a una representación escénica que a fines del siglo VII o principios del VI a. C. apareció en Megara, ciudad de Grecia,  cuyo desarrollo fue paralelo al de la creciente democracia griega; esta comedia o sátira política estuvo confinada en los pueblos, conservando, por lo tanto, un carácter rústico y no creó una forma duradera ni fue cultivada por ningún gran poeta.
Al ser expulsado el tirano Teágenes, probablemente el año 581 a. C., la gran masa de la población que en Grecia y sobre todo en la Megárida, vivía en el campo, debió exteriorizar en sus fiestas rurales, dedicadas a Dioniso, el antiguo odio que dormía en el fondo de su alma, lanzando violentas sátiras y sangrientos epigramas contra sus vencidos enemigos; sátiras y epigramas que dieron origen al género cómico y a la farsa megariana. Nada se sabe de cierto y nada queda de lo que aquellos pobres poetas campesinos compusieron, pero, sin embargo, resulta temerario considerar solo como fábulas lo que la tradición ha conservado de ellas.
Según los textos antiguos el más célebre de dichos poetas fue Susarión (570 a. C.), siendo el primero que escribió comedias en verso, claro es que tomando la palabra comedia en el sentido que le estamos dando.